# Prey
Prey是一款开源的笔记本追踪程序，可以追踪并定位安装了该程序的笔记本电脑。
Prey 可以定时发送一系列报告來确定笔记本的位置，报告包括了当前系统的状态，正在运行的应用程序、活动网络链接状态以及详细的网络状况，0.3.7版本还加入了通过wifi进行地理定位的功能。此外报告还有当前系统的桌面截图，并且会在后台启动笔记本内置的摄像头（如果有的话）进行拍照。
Prey当前支持Windows，Mac OS和Linux，还支持使用Android系统的手机。